# Crónica de Tschachtlan

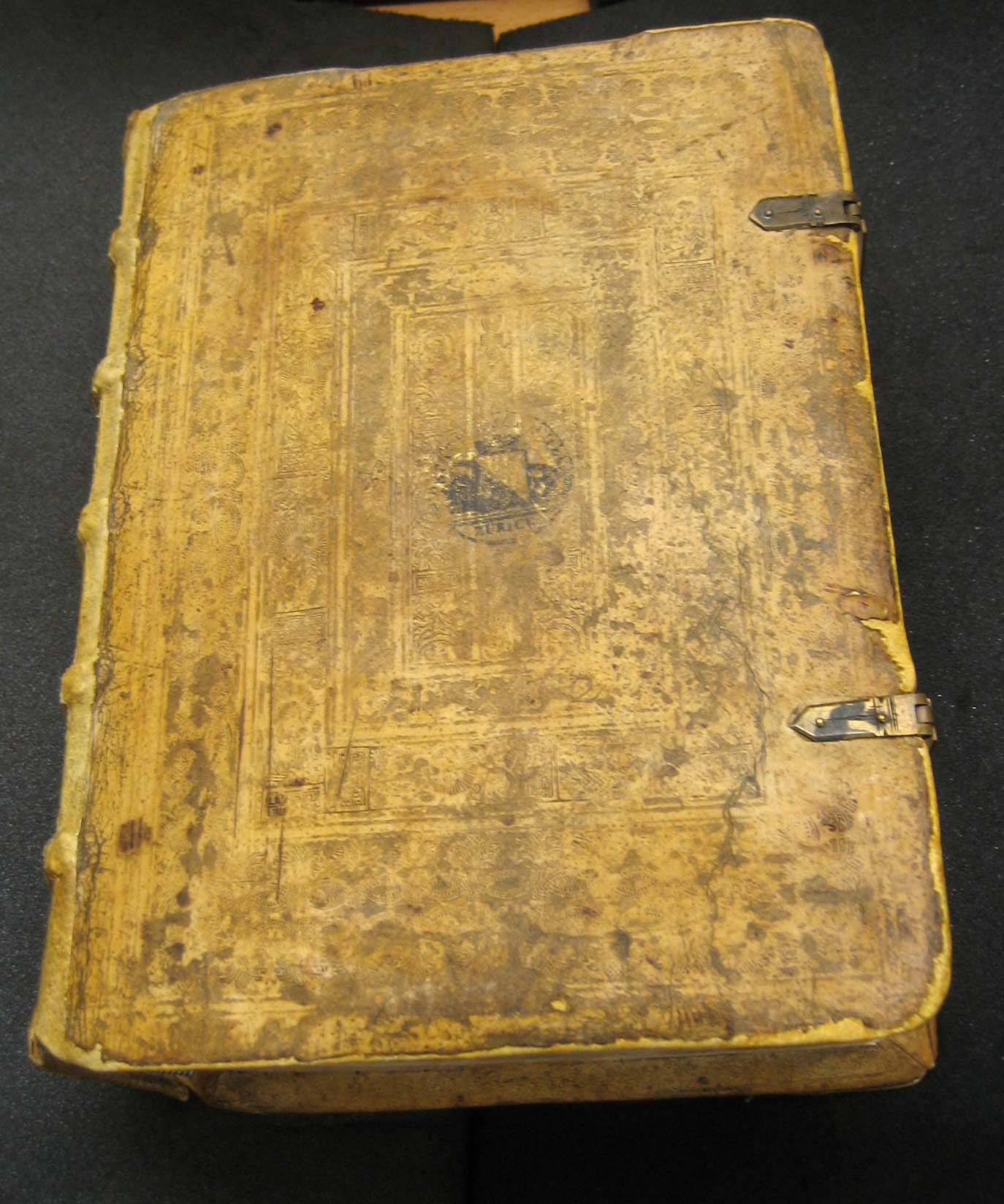
La crónica de Tschachtlan

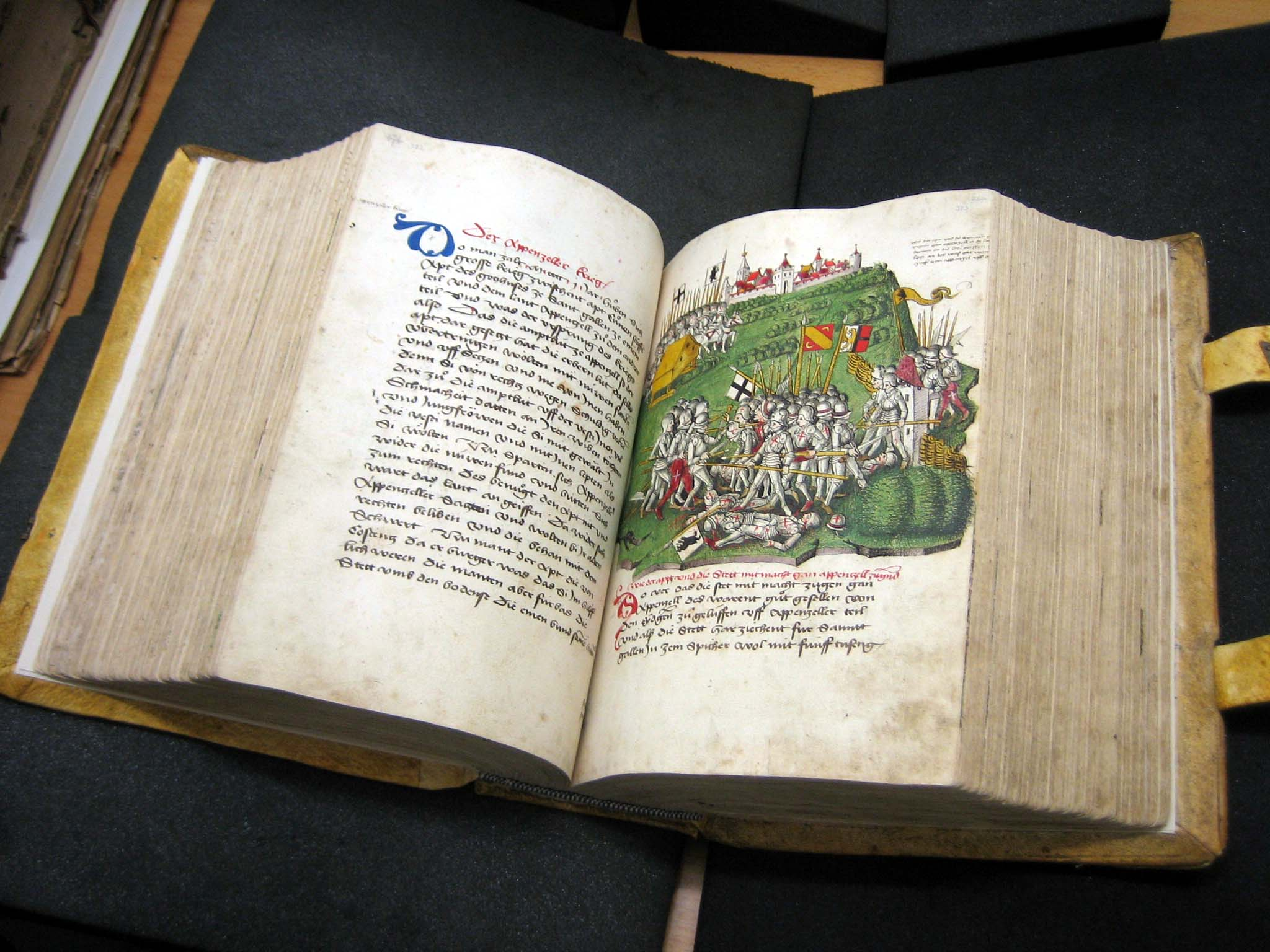
Dentro de la Crónica de Tschachtlán

La Crónica de Tschachtlan (en alemán: Tschachtlanchronik) es la más antigua de las crónicas ilustradas suizas supervivientes. Es un manuscrito en papel con 230 ilustraciones en color, en su mayoría de página completa, que fueron realizados en 1470 por los consejeros berneses Benedikt Tschachtlan (conocido también como: Bendicht ) y Heinrich Dittlinger. La crónica a veces también se conoce simplemente como la Crónica de Berna (Berner Chronik), pero no debe confundirse con la Crónica de Berna escrita por Diebold Schilling el viejo desde 1474 a 1483.

## La crónica
Tschachtlan plasmó todas las imágenes con especial atención en los detalles. Además de las escenas de la guerra y de la vida del soldado, también se registran vivencias de la vida cotidiana, como las escenas de la corte política, de la vida en el campo y de la vida en las ciudades.
El autor del texto fue Heinrich Dittlinger, un político de Berna. Junto a Benedikt Tschachtlan escribieron la crónica sin mandato oficial y simplemente como un trabajo puramente privado e independiente. En el epílogo se describen a sí mismos como autores y afirman que la crónica terminó en 1470.
La primera parte de la crónica, cubre el período desde la fundación de Berna, en 1191 hasta 1431. Para esto se basaron en la Crónica oficial de Berna de Konrad Justinger de 1431. Para el período posterior a 1423 se basaron en la crónica de Hans Fründ de Schwyz (para el período de la antigua Guerra de Zúrich ) y probablemente en una obra temprana de Diebold Schilling el Viejo, quien habría estado en Berna desde 1460. De las 230 ilustraciones de la Crónica de Tschachtlan, 200 representan escenas de guerra.
Aviso importante: la siguiente es una traducción aproximada del el suizo-alemán antiguo al español.
Comienzo del prefacio:
En el año en que se recuerda el nacimiento de Cristo MCCCCLXX, la presente crónica fue escrita y pintada por los hombres apasionados y comunes, el sabio visionario Benedicht Tschachtlan y por los consejos del Bernés, Heinrich Titlinger, escritor de este libro.
Comienzo:
En el nombre del santo redil, del padre, del sol y del espíritu santo, amén. Cuando Dios cielo y destino crearon todas las criaturas y hombres, y como en un mundo con muchas realidades diferentes la vida será dura, es necesario para nosotros en estos tiempos el temblor de la gracia, que Dios su en naturaleza santa y sane al mundo...

La Crónica de Tschachtlan se conserva en el departamento de manuscritos de la Biblioteca Central de Zúrich (número de clasificación: A 120) y está disponible también en formato digital.

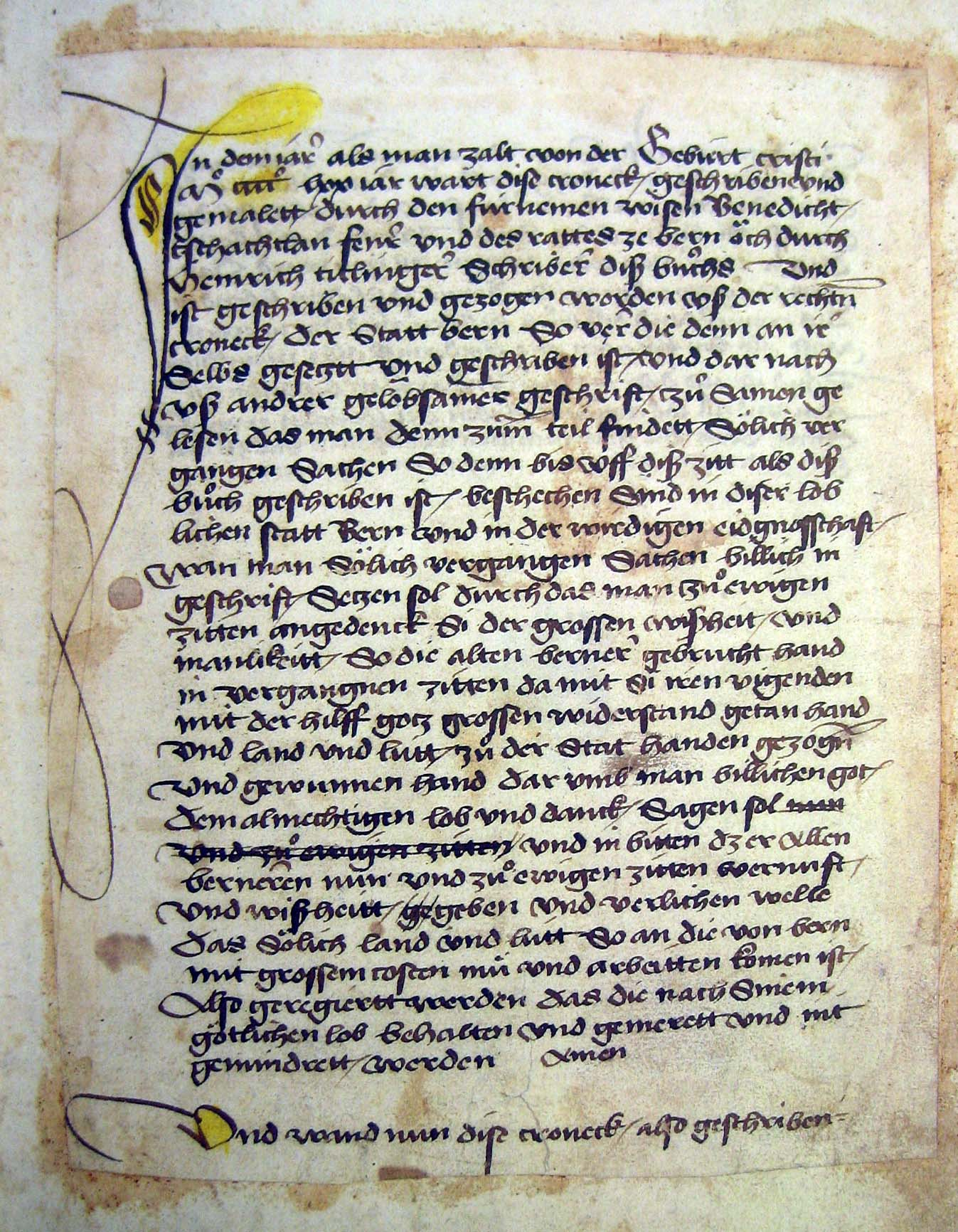
Prefacio
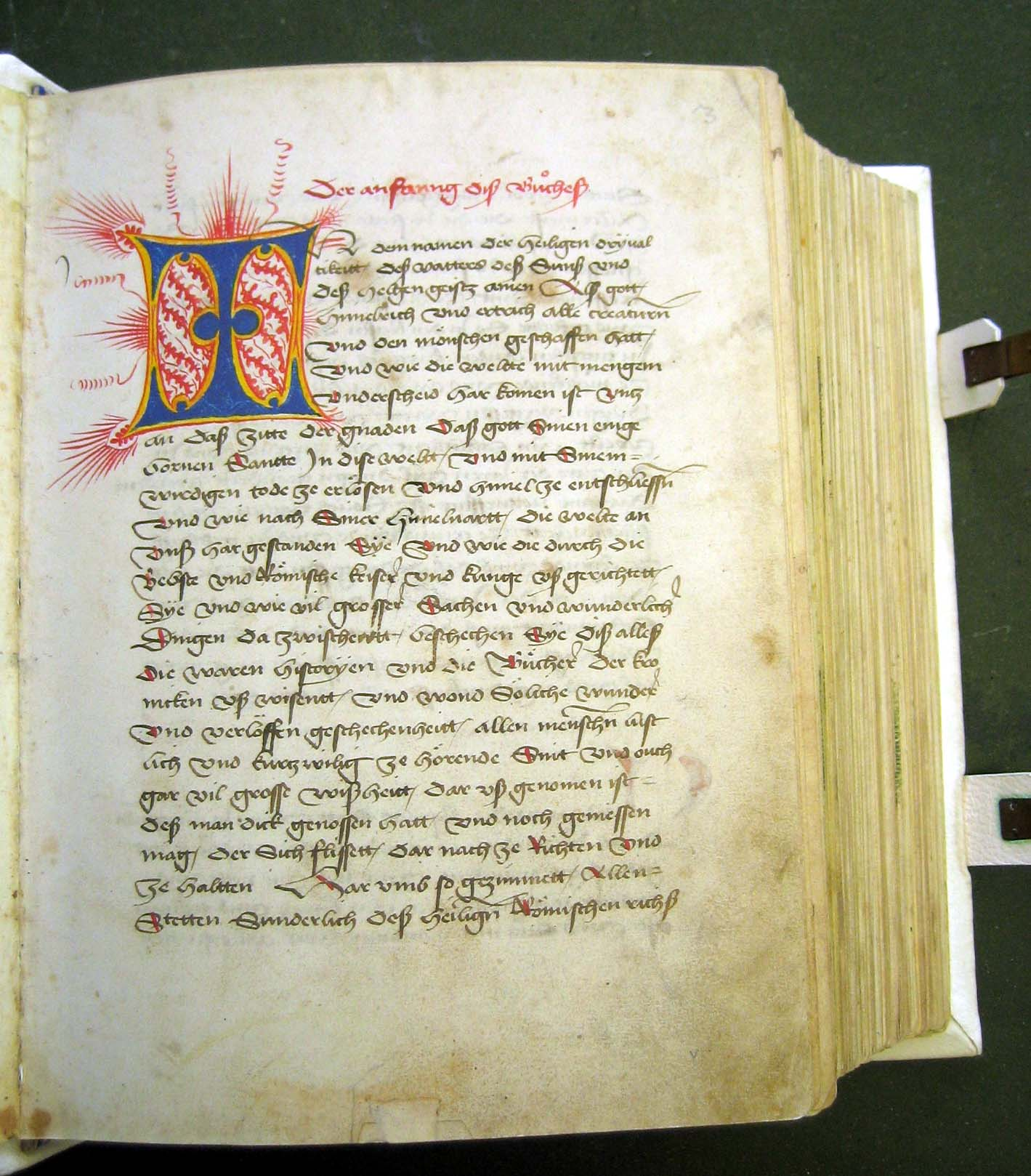
Comienzo de la crónica
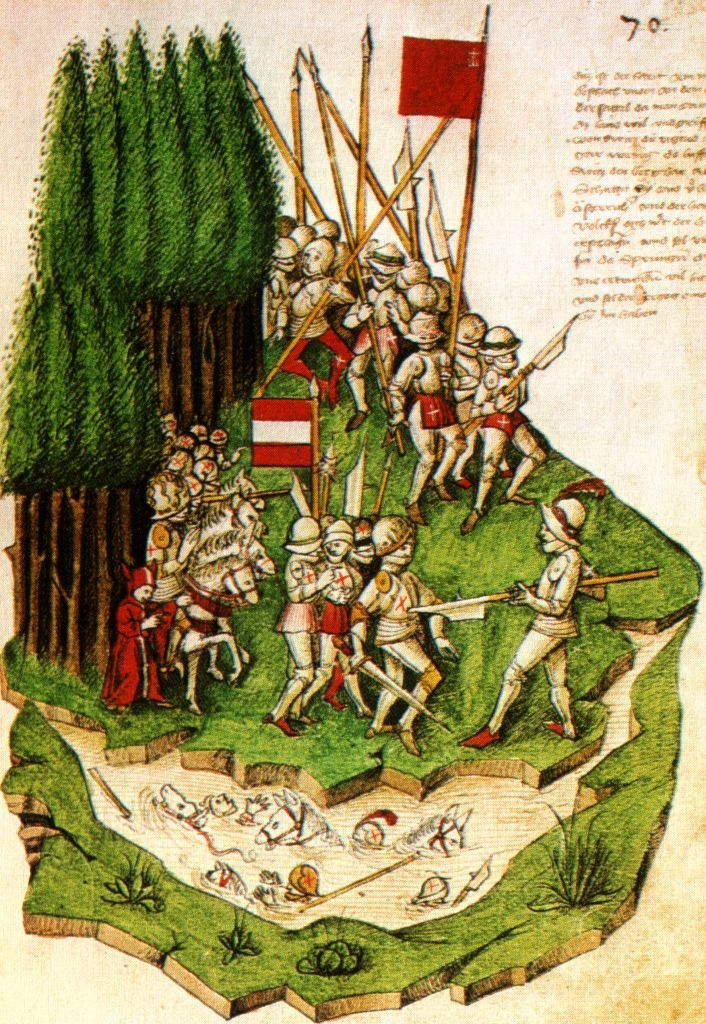
Ilustración de la Batalla en Morgarten (Schlacht am Morgarten)
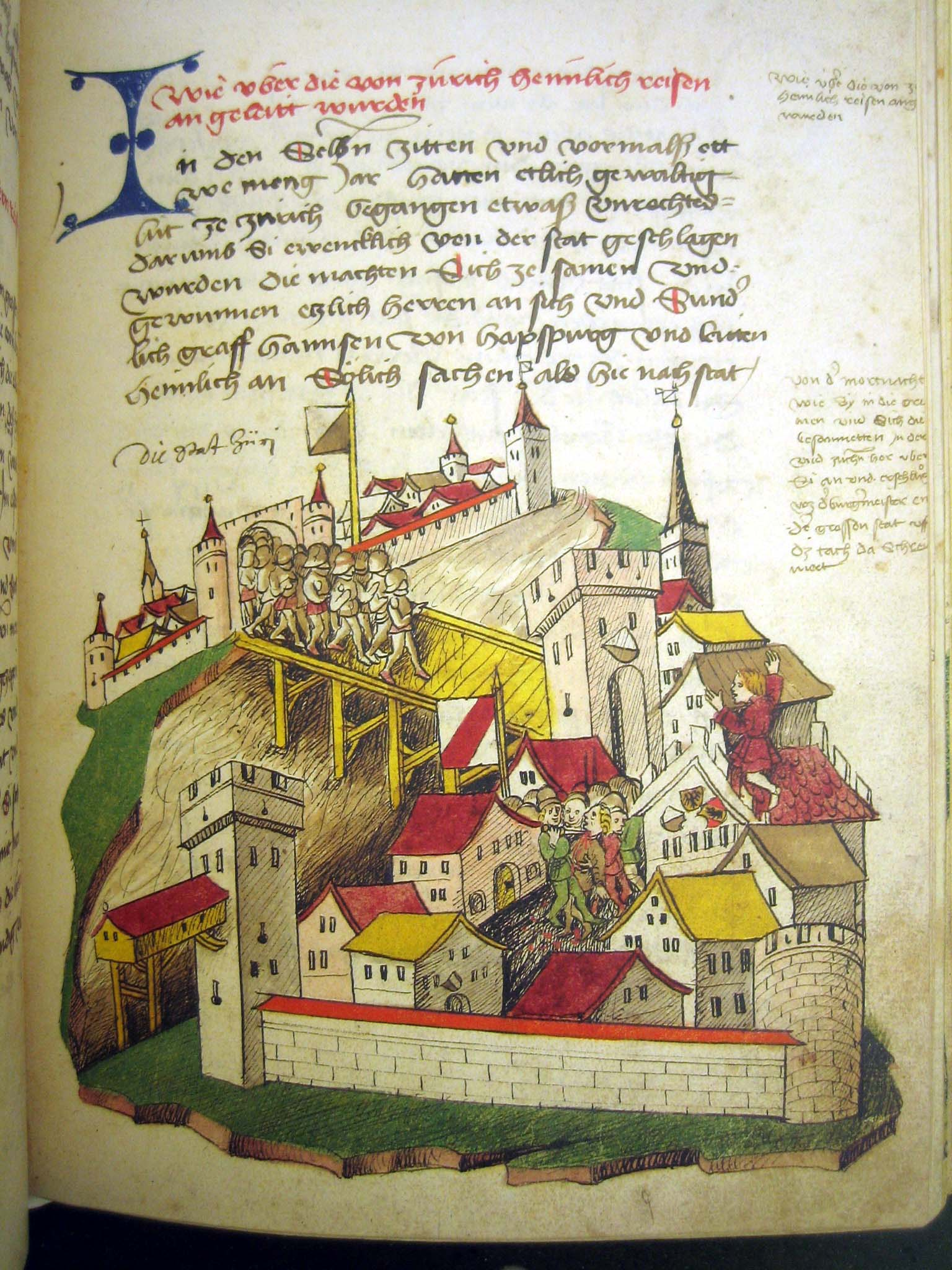
Representación de la Noche sangrante de Zúrich (Mordnacht von Zürich)
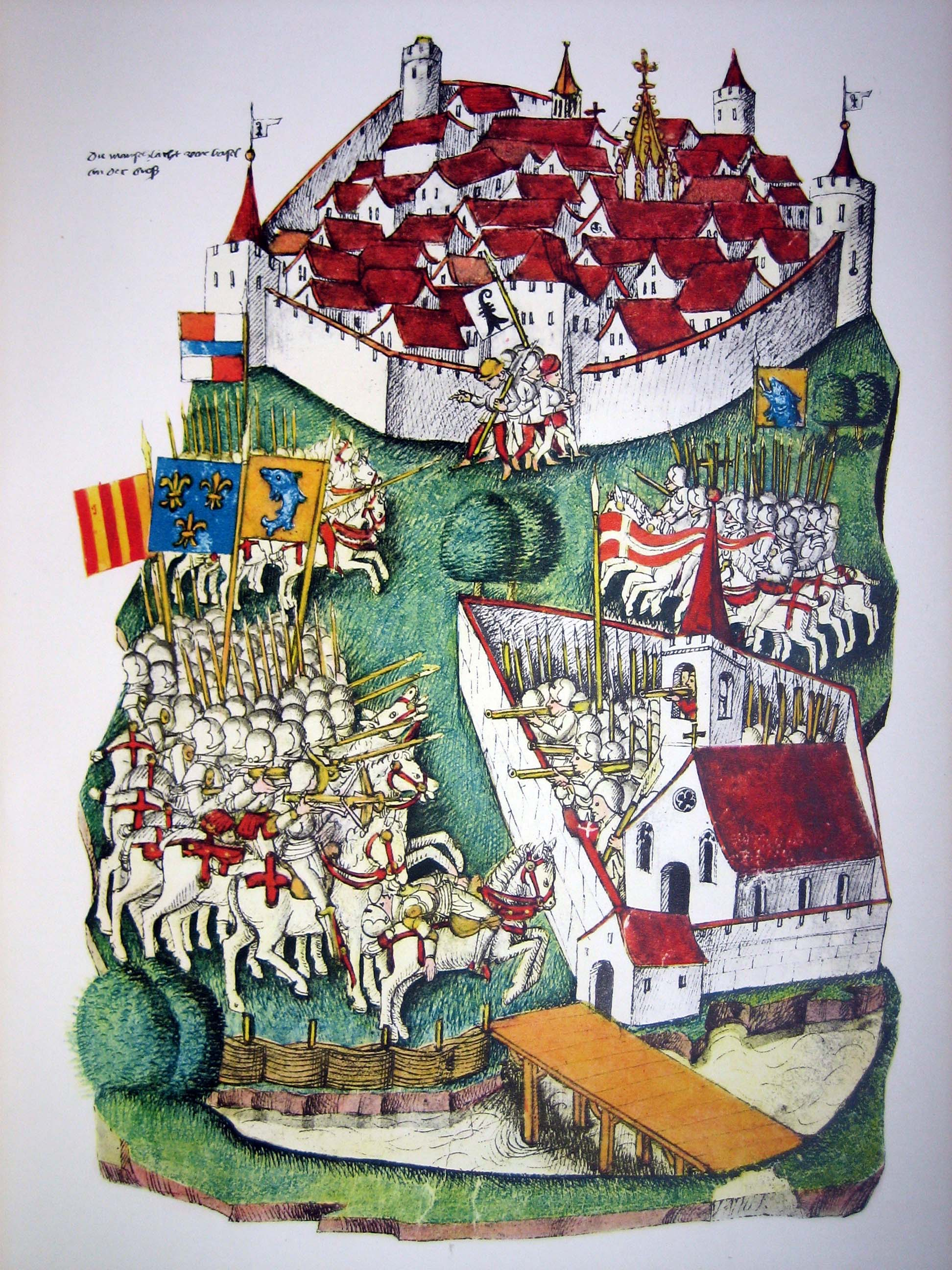
Representación de la Batalla del Birs (Schlacht bei St. Jakob an der Birs)

## Ediciones
- Rudolf Emanuel Stierlin, Johann Rudolf Wyss (editores): Berner Chronicle de Bendicht Tschachtlan de 1421 a 1466, Berna 1820. Google digitalizado
- Bern Chronicle 1470, editado por Hans Bloesch y compañía, Berna 1933.
- Crónica pictórica de Tschachtlan, Lucerna 1986.

## Literatura
- Regula Schmid: Tschachtlan-Dittlinger Chronik von Bern, en: Encyclopedia of the Medieval Chronicle, Vol. 2, 1449-1451.
- Ellen Beer y compañía (Edición): El apogeo de Berna . Berna 1999, págs. 189–191.
- Roland Gerber: Dios es un ciudadano para Berna. Una sociedad urbana bajomedieval entre la formación del poder y el equilibrio social, Weimar 2001.
- Carl Gerhard Baumann: Sobre el surgimiento de las crónicas ilustradas suizas más antiguas (1468-1485). Escritos de la Biblioteca Bern Burger. Berna 1971.
- Walter Muschg: Las crónicas ilustradas suizas de los siglos XV y XVI siglo Atlantis Verlag, Zúrich 1941.
- Gottlieb Ludwig Studer : Crónica de Berna 1424-1470 de Bendicht Tschachtlan, junto con las adiciones de Diebold Schilling. En: Fuentes sobre la historia suiza. Vol. I, 191-298. Internet Archive
- Gottlieb Ludwig Studer: La crónica de Tschachtlan. En: Archivo de la Asociación Histórica del Cantón de Berna, Volumen VI (1867), 627-653. e-periodica